# Lotnictwo ludowego Wojska Polskiego

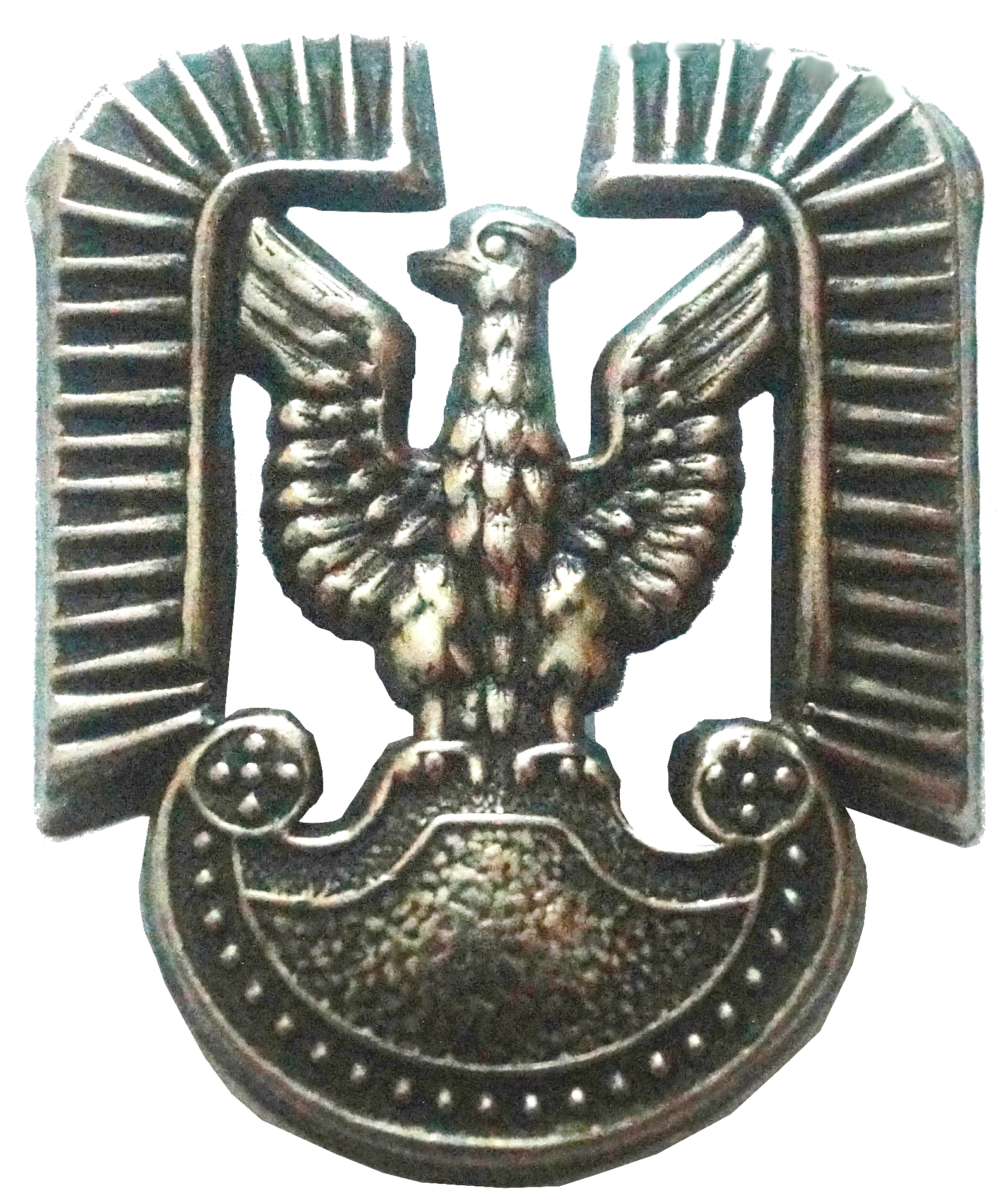
Orzełek lotniczy

Lotnictwo ludowego Wojska Polskiego – jeden z rodzajów wojsk Wojska Polskiego w latach 1943-1990.

## Ludowe lotnictwo WP w II wojnie światowej

### Organizacja ludowego lotnictwa polskiego
W maju 1943 roku komuniści zrzeszeni w Związku Patriotów Polskich, z pomocą rządu radzieckiego, przystąpili do organizowania 1 Polskiej Dywizji Piechoty im. T. Kościuszki. Podjęto również decyzję o utworzeniu jednostki lotniczej. Mimo że etat dywizji piechoty nie przewidywał jednostek lotniczych, postanowiono sformować eskadrę lotnictwa myśliwskiego.
Formowanie 1 Samodzielnej Eskadry Lotnictwa Myśliwskiego rozpoczęto 7 lipca 1943 roku na lotnisku Grigoriewskoje. Już w sierpniu przystąpiono do przeformowania eskadry w 1 Pułk Lotnictwa Myśliwskiego. Nawiązano w ten sposób do tradycji przedwojennego 1 Pułku Lotniczego W Warszawie.
Wiosną 1944 roku wojska radzieckie weszły na terytorium ziem wschodnich II Rzeczypospolitej. Otworzyło to nowe źródło uzupełnień dla formujących się jednostek polskich. Z dniem 1 kwietnia 1944 roku rozpoczęto formowanie 2 Pułku Nocnych Bombowców „Kraków” oraz 103 Samodzielnej Eskadry Lotnictwa Łącznikowego. W czerwcu 1 Pułk lotnictwa Myśliwskiego „Warszawa” i 2 Pułk „Kraków” przeniesiono z lotniska Grigoriewskoje na lotnisko Gostomel. W tym czasie wysłano 600 kandydatów na przyszłych lotników do radzieckich szkół lotniczych w Jegorjewsku, Czkałowie, Bugurusłaniu, Soroczynsku, Wolsku i Greczówce. 5 czerwca, przy sztabie 1 Armii Polskiej w ZSRR, powołano oddział lotniczy. Szefem oddziału został płk pil. Józef Smaga.

### Formowanie nowych jednostek lotniczych na terenie Polski
Zgodnie z planem rozbudowy Wojska Polskiego, w drugiej połowie 1944 roku formowano następujące jednostki wojsk lotniczych:
- Mieszaną Dywizję Lotniczą (1 plm, 2 plnb, 3 plsz)
- 1 Mieszany Korpus Lotniczy:
  - 1 Dywizja Lotnictwa Bombowego (3, 4 i 5 pułki)
  - 2 Dywizja Lotnictwa Szturmowego (6, 7 i 8 pułki)
  - 3 Dywizja Lotnictwa Myśliwskiego (9, 10 i 11 pułki)
- trzy eskadry lotnictwa łącznikowego (3, 4 i 5)
- cztery pułki lotnictwa pomocniczego (12 plsan, 13 pltransp, 6 i 7 pułki łączności lotniczej
- jednostki logistyczne, zabezpieczenia bojowego i obsługi

Mieszaną dywizję lotniczą utworzono z przybyłych z 1 Armii Polskiej w ZSRR 1 pułku lotnictwa myśliwskiego „Warszawa”, 2 pułku lotnictwa nocnych bombowców „Kraków” oraz 3 pułku lotnictwa szturmowego przydzielonego z Armii Czerwonej. Mimo niedoborów w kadrze oficerskiej 1(4) Mieszana Dywizja Lotnicza w listopadzie 1944 roku osiągnęła zdolność bojową i posiadała w swym wyposażeniu około 110 samolotów różnego typu.
Formowanie 1 Mieszanego Korpusu Lotniczego rozpoczęto w drugiej połowie września 1944 roku w Charkowskim Okręgu Wojskowym. Do czasu powstania Dowództwa Lotnictwa WP formowanie korpusu należało wyłącznie do kompetencji Dowództwa Sił Powietrznych Armii Czerwonej. Poszczególne dowództwa związków taktycznych oraz oddziały lotnicze korpusu powstawały ze szkieletów różnych jednostek lotniczych Armii Czerwonej. Sztaby, personel latający i techniczny uzupełniano częściowo kadrą z polskich jednostek zapasowych, częściowo instruktorami przybywającymi ze szkół wojskowych. Do zgrywania bojowego przystąpiono już w listopadzie 1944 roku. Jedynie organizacja 1 Dywizji Lotnictwa Bombowego była bardzo opóźniona i przeciągnęła się do końca 1944 roku. Na tereny Polski korpus przebazował się w okresie od lutego do kwietnia 1945 roku. Wkrótce po tym 2 Dywizja Lotnictwa Szturmowego i 3 Dywizja Lotnictwa Myśliwskiego osiągnęły gotowość bojową. W dniach od 20 do 24 kwietnia sztab korpusu i dwie gotowe dywizje przeniesiono w rejon Kostrzyna i tam wprowadzono je do działań bojowych w ramach operacji berlińskiej. Pozostałe jednostki lotnicze doskonaliły się organizacyjnie, prowadziły szkolenie oraz zabezpieczały działania bojowe 1 Armii WP.

### Struktura organizacyjna lotnictwa w dniu zakończenia wojny

Szachownica lotnicza lotnictwa LWP

Dowództwo Lotnictwa Wojska Polskiego
- 1 Mieszany Korpus Lotniczy
  - 1 Dywizja Lotnictwa Bombowego
  - 2 Brandenburska Dywizja Lotnictwa Szturmowego
  - 3 Brandenburska Dywizja Lotnictwa Myśliwskiego
- 4 Pomorska Mieszana Dywizja Lotnicza
- 7 Rejon Baz Lotniczych
- Wojskowa Szkoła Pilotów
- Techniczna Szkoła Lotnicza
- 15 samodzielny zapasowy pułk lotniczy
- 12 pułk lotnictwa sanitarnego
- 13 pułk lotnictwa transportowego
- 14 pułk lotniczy korygująco-rozpoznawczy
- 6 samodzielny pułk łączności
- 1596 pułk obrony przeciwlotniczej,
- 1., 2. i 14 batalion inżynieryjno-lotniskowy
- 1763 Szpital Lotniczy
- dom wypoczynkowy dla personelu latającego,
- 4. i 5 samodzielna eskadra lotnictwa łącznikowego
- 3 samodzielna eskadra lotnictwa łącznikowego
- 103 samodzielna eskadra lotnictwa łącznikowego
- 6 samodzielna eskadra lotnictwa transportowego
- klucz łącznikowy przy dowództwie wojsk pancernych WP
- klucz łącznikowy przy 1 Korpusie Pancernym
- magazyny MPS, techniczne, intendenckie, bazy zaopatrzenia itp.

Ponadto w składzie lotnictwa wojskowego były jednostki lotnictwa cywilnego:
- 18. i 19 pułk lotnictwa cywilnego
- 7. i 8 samodzielna eskadra lotnictwa cywilnego
- trzynaście portów lotniczych w większych miastach

Personel kierownictwa Sił Powietrznych w maju 1945 składał się w większości z radzieckich specjalistów, odkomenderowanych do Wojska Polskiego. Kierownictwo liczyło 559 osób, z czego 5 generałów, 207 oficerów, 106 podoficerów, 174 szeregowych i 67 pracowników cywilnych wojska.
Dowódcą był gen. dywizji Fiodor Połynin, zastępcą do spraw polityczno-wychowawczych gen. bryg. Andriej Wywołokin, zastępcą do spraw szkolenia bojowego gen. bryg. Kuźma Dmitrijew, zastępcą do spraw eksploatacji samolotów gen. bryg. Władimir Koblikow, zastępca do spraw zaplecza płk Aleksandr Doroszenko, szef sztabu gen. bryg. Konstantin Tielnow.

## Pokojowa reorganizacja wojsk lotniczych
W maju 1945 w skład Lotnictwa Wojska Polskiego wchodziło siedemnaście pułków lotniczych w tym dwanaście bojowych.
Po zakończeniu działań wojennych przystąpiono do reorganizacji wojsk lotniczych. Dowództwo lotnictwa Wojska Polskiego opracowało plan zamierzeń organizacyjnych dotyczących przechodzenia wojsk lotniczych na etaty czasu pokojowego. Plan ten przewidywał reorganizację i rozformowanie poszczególnych jednostek lotniczych do 1 lutego 1946 roku. Przejście na daty pokojowe było związane ze zmniejszeniem liczebności wojsk lotniczych do 12 314 żołnierzy, w tym 3150 oficerów.
Latem 1945 roku radzieccy żołnierze stanowili prawe 90% całej kadry oficerskiej polskiego lotnictwa, a wśród niższych stopni ten współczynnik wynosił ponad 25%. Zamierzano zwolnić około 300 oficerów radzieckich. Niedobory postanowiono uzupełnić absolwentami szkół lotniczych oraz żołnierzami młodszego rocznika.
Na początku lipca 1945 roku przeformowano 2 Pułk Nocnych Bombowców „Kraków” na 2 Pułk Lotnictwa Szturmowego. Pułk przekazał samoloty Po-2, a otrzymał szturmowe Ił-2.
W lipcu nowe etaty otrzymało też dowództwo lotnictwa, a oficjalną nazwę Dowództwo Lotnictwa Frontu Polskiego zastąpiono powszechnie używaną do tej pory nazwą: Dowództwo Lotnictwa Wojska Polskiego.
Do 25 lipca rozformowano: dowództwo 1 Mieszanego Korpusu Lotniczego i jego pododdziały pomocnicze – 2 Eskadrę Lotnictwa Łącznikowego i 3077 Pocztę Polową oraz 12 Samodzielny Pułk Lotnictwa Sanitarnego, 13 Samodzielny Pułk Lotnictwa Transportowego, 1596 Pułk OPL Lotnisk, 901 samodzielną baterię artylerii przeciwlotniczej, 7 samodzielną kompanię ewakuacyjno-transportową, 22 kompanię do zadań specjalnych i 5 samodzielny pluton maskowania. Ponadto przeformowano 15 Zapasowy Pułk Lotniczy na 15 Szkolno-Treningowy Pułk Lotniczy oraz 17 Pułk Lotnictwa Łącznikowego na 17 Mieszany Pułk Lotniczy.
Do końca lipca sformowano: 16. i 17. samodzielne kompanie szkolno-przygotowawcze przy Oficerskiej Szkole Pilotów i Technicznej Szkole Lotniczej. Przy 15 Szkolno-Treningowym Pułku Lotniczym utworzono 1 Samodzielną Kompanię Techniczno-Lotniczą. Ponadto przy 483 i 513 batalionie obsługi lotnisk sformowano odpowiednio 2. i 3. samodzielne kompanie techniczno-lotniskowe.
Przemianowano też 4 Pomorską Mieszaną Dywizję Lotniczą na 1 Pomorską Mieszaną Dywizję Lotniczą, 15 Szkolno-Treningowy Pułk Lotniczy na 1 Mieszany Szkolno-Treningowy Pułk Lotniczy, 17 Mieszany Pułk Lotniczy na 2 Samodzielny Mieszany Pułk Lotniczy.
22 sierpnia 1945 roku Naczelny Dowódca WP rozkazem nr 189 ustanowił dzień 1 września Dniem Lotnictwa Polskiego.
W październiku rozformowano 338 Samodzielną Kompanię Budowy Telegrafu, 14 Batalion Inżynieryjno-Lotniskowy i wszystkie kompanie lotniskowo-techniczne. W listopadzie przystąpiono do rozformowania dowództwa 1 Rejonu Baz Lotniskowych i podległej mu 1 kompanii łączności oraz 3006 Magazynu Zbożowego, 2003 Głównego Magazynu Lotnictwa, i 7 Polowego Magazynu Wojskowo-Gospodarczego.
Bataliony obsługi lotnisk otrzymały odpowiednio nowe nazwy i przeszły na nowe etaty. Zostały też włączone w skład pułków lotniczych. 103 Eskadrę Lotnictwa Łącznikowego przemianowano na 9 Eskadrę Lotnictwa Łącznikowego i włączono ją w skład Korpusu Bezpieczeństwa Wewnętrznego.
Do końca stycznia 1946 roku przeformowano dowództwo 1 Pomorskiej MDL i zmieniono jej nazwę na 2 Pomorską Dywizję Lotnictwa Szturmowego. Oddziały tej dywizji — 2 i 3 pułk lotnictwa szturmowego zostały przemianowane na 4 i 5 pułk lotnictwa szturmowego. Do składu 2 DLSz wszedł, zachowany z rozformowanej 2 Brandenburskiej DLSz, 6 pułk lotnictwa szturmowego. Natomiast 1 pułk lotnictwa myśliwskiego, został wyłączony z Pomorskiej Dywizji i wszedł w skład 1 Brandenburskiej DLM, powstałej z przeformowanej 3 Brandenburskiej DLM, której pułki 10 i 11 zmieniły nazwy na 2 i 3 pułk lotnictwa myśliwskiego. Zachowany, z rozformowanej dywizji bombowej, 3 pułk lotnictwa bombowego został przemianowany na 7 samodzielny pułk lotnictwa bombowego i podporządkowany bezpośrednio Dowództwu Lotnictwa WP. Z pozostawionych bojowych jednostek tylko dwie zachowały swe pierwotne nazwy - 1 pułk lotnictwa myśliwskiego Warszawa i 6 pułk lotnictwa szturmowego. W zachowanych siedmiu pułkach wprowadzono zmiany w ich stanie etatowym. Pułki myśliwskie zostały powiększone ze 154 do 236 żołnierzy każdy, pułki szturmowe ze 184 do 305 osób, a pułk bombowy z 263 do 406 ludzi.
Do końca stycznia Dowództwo Lotnictwa WP wykonało, nakreślony w sierpniu 1945 roku, plan redukcji lotnictwa. Rozformowano pięć pułków bojowych, dwa dowództwa dywizji, dwa bataliony obsługi lotnisk, eskadrę korekcji i zwiadu oraz pięć innych jednostek. Stan osobowy wojsk lotniczych na dzień 1 lutego wynosił 11 396 osób
Rozpoczęto też zmiany dyslokacji jednostek lotniczych. Z 1 Brandenburskiej DLM na dotychczasowym lotnisku pozostał 1 pułk lotnictwa myśliwskiego, a dowództwo dywizji z dwoma pułkami zostało ulokowane w Krakowie. Na opuszczone przez tę dywizję lotnisko przybył 7 samodzielny pułk lotnictwa bombowego. Dowództwo 2 Pomorskiej DLSzt przeniosło się do Łodzi, dokąd przybył również na lotnisko Lublinek w Rudzie Pabianickiej 5 pułk lotnictwa szturmowego. 4 pułk lotnictwa szturmowego pozostał w Bydgoszczy.
Od lutego 1946 roku podjęto kolejne kroki zmierzające do reorganizacji wojsk lotniczych. Rozformowano wszystkie dowództwa dywizji lotniczych oraz 4. i 5 plb, 7. i 8 plsz, 2 Samodzielny Szkolno-Treningowy Pułk Lotniczy, 9 plm oraz wiele jednostek tyłów lotniczych i pomocniczych. Pozostałe pułki lotnicze weszły w bezpośrednie podporządkowanie dowództwa lotnictwa WP. Kolejnym pułkom zmieniono numerację: 2 pułk lotnictwa szturmowego stał się 4 plsz, a 3 pułk lotnictwa szturmowego - 5 plsz, 10 pułk lotnictwa myśliwskiego nazwano 2 plm, 11 pułk lotnictwa myśliwskiego - 3 plm, a 3 pułk lotnictwa bombowego przemianowano na 7 plb. 1 Mieszany Szkolno-Treningowy Pułk Lotniczy zredukowano do ćwiczebnej eskadry lotniczej.
W ciągu maja i czerwca 1946 roku przeformowano Wojskową Szkołę Pilotów i zmieniono jej nazwę na Oficerską Szkołę Lotniczą. Rozformowano 16. i 17. Samodzielną Kompanię Szkolno-Przygotowawczą. W czerwcu rozformowano też szkoły młodszych specjalistów lotniczych, a na ich miejsce utworzono Samodzielną Szkolną Kompanię Młodszych Specjalistów Lotniczych w Wojskowej Technicznej Szkole Lotniczej. W związku ze zwiększeniem zadań, przeniesiono na nowy etat 6 Samodzielną Eskadrę Lotnictwa Transportowego i zmieniono jej nazwę na Rządową Eskadrę Transportową.
Jesienią 1946 roku rozformowano dowództwa ostatnich dywizji lotniczych: 1 Brandenburskiej Dywizji Lotnictwa Myśliwskiego w Krakowie i 2 Pomorskiej Dywizji lotnictwa szturmowego w Łodzi, a ich pułki podporządkowano bezpośrednio Dowództwu Lotnictwa WP. Zwiększono jednak liczbę etatów we wszystkich pułkach bojowych. Rozwinięto w nich niektóre służby i nadano jednostkom większą samodzielność. Bezdywizyjna struktura organizacyjna wojsk lotniczych spowodowała też zmiany w Dowództwie Lotnictwa WP. Objęły one przede wszystkim poszczególne komórki sztabu oraz służbę inżynieryjno-techniczną.
W grudniu rozformowano wszystkie, znajdujące się przy pułkach lotniczych, bataliony obsługi lotnisk. Jednocześnie sformowano tymczasowy magazyn przechowywania i konserwacji samolotów rezerwowych.
Na dzień 1 stycznia 1947 roku wojska lotnicze miały na wyposażeniu 663 samoloty, w tym 23% stanowiły samoloty myśliwskie, 23,5% szturmowe i 16,6% bombowe. Stan osobowy wojsk lotniczych wynosił 9892 żołnierzy, w tym 1921 oficerów i 2696 podoficerów.
Reorganizację wojsk lotniczych kontynuowano również w 1947 roku. W kwietniu rozformowano: Magazyn Sprzętu Lotniskowego i Materiałów Budowlanych, Magazyn MPS, Lotnicze Warsztaty Remontowe nr 2 i Kompanię Wartowniczą przy Centralnym Magazynie Lotniczym. Na nowe etaty przeniesiono: 1. 3. i 4 Lotnicze Warsztaty Remontowe oraz Centralny Magazyn Lotniczy i Centralną Składnicę Materiałów Technicznych Lotnictwa.
13 marca 1947 roku przeformowano Dowództwo Lotnictwa Wojska Polskiego na Dowództwo Wojsk Lotniczych. Wiosną przeniesiono je z Pruszkowa do Warszawy. Latem dokonano szeregu przebazowań pułków lotniczych. Oficjalnie, nowa nazwa „Wojska Lotnicze” została przyjęta jesienią 1947 roku w związku z podziałem Sił Zbrojnych na trzy rodzaje wojsk: wojska lądowe, lotnicze i marynarkę wojenną.

### Struktura organizacyjna lotnictwa po zakończeniu demobilizacji
Podstawowa struktura organizacyjna lotnictwa w 1948 roku przedstawiała się następująco:
- Dowództwo Wojsk Lotniczych w Warszawie
- 1 pułk lotnictwa myśliwskiego
- 2 pułk lotnictwa myśliwskiego w Krakowie
- 3 pułk lotnictwa myśliwskiego w Gdyni
- 4 pułk lotnictwa szturmowego w Bydgoszczy
- 5 pułk lotnictwa szturmowego w Bydgoszczy
- 6 pułk lotnictwa szturmowego we Wrocławiu
- 7 pułk bombowców nurkujących w Poznaniu
- specjalny pułk lotniczy
- Oficerska Szkoła Lotnicza w Dęblinie
- Techniczna Szkoła Lotnicza w Boernerowie
- eskadra aerofotogrametryczna
- eskadra Marynarki Wojennej w Wicku Morskim

## Okres przyspieszonego rozwoju lotnictwa wojskowego
Od zakończenia II wojny światowej do początku 1949 roku Wojsko Polskie podlegało stałemu procesowi redukcji. 1 stycznia 1949 roku dowódcy Wojsk Lotniczych podlegało 8500 żołnierzy. W połowie roku 1949 było 595 samolotów z tego 379 bojowych: 55 Jak-9T/M, 91 Jak-9P, 18 Jak-9W, 129 Ił-2, 40 Ił-10, 46 Pe-2
Zaostrzenie się sytuacji międzynarodowej na przełomie lat 40. i 50. spowodował, że w Polsce wdrożono program liczebnego i jakościowego rozwoju lotnictwa.
Prace planistyczne podjęto już w końcu 1947 roku. Pierwszy plan gen. bryg. Stefana Mossora nie uzyskał akceptacji. Kolejny, tzw. „siedmioletni plan rozwoju Wojska Polskiego na lata 1949-1955” został przyjęty do realizacji. Plan ten uwzględniał możliwości gospodarcze kraju, w tym zrównoważony rozwój przemysłu zbrojeniowego. W myśl jego założeń Wojskom Lotniczym przypadło 10 000 nowych etatów. Na bazie istniejących pułków planowano sformować dwie dywizji lotnictwa myśliwskiego, jedną szturmowego i jedną bombowego. Utworzone miały być także dwa pułki lotnictwa zwiadowczego i dwie eskadry korygowania ognia artylerii. W przypadku wybuchu wojny, wojska lotnicze miały wystawić Armię Lotniczą. Planowano też sformować Wojska Obrony Przeciwlotniczej Kraju, w skład których wchodzić miały między innymi dwie dywizje lotnictwa myśliwskiego.
W listopadzie 1949 roku nastąpiły zmiany w kierownictwie MON. Odszedł marszałek Michał Rola-Żymierski, a stanowisko ministra obrony narodowej objął marszałek Konstanty Rokossowski. Na przełomie 1949/50 roku wprowadzono tzw. „sześcioletni plan rozwoju wojska na lata 1950-55”. W Wojskach OPL planowano sformować m.in. trzy dywizje lotnictwa myśliwskiego, a w Wojskach Lotniczych trzy kolejne dywizje lotnictwa myśliwskiego. W listopadzie 1949 roku utworzono 30 pułk lotnictwa MW.
W lutym 1950 roku sformowano Dowództwo Wojsk Obrony Prowietrznej Obszaru Kraju. W kwietniu rozpoczęto reorganizację lotnictwa.
Sformowano 5 Dywizję Lotnictwa Myśliwskiego OPL mającą ochraniać Warszawę oraz 8 Dywizję Lotnictwa Szturmowego. Przeformowano 7 pułk bombowców nurkujących na 7 pułk lotnictwa bombowego. Rozpoczęto także formowanie 21 pułku lotnictwa zwiadowczego. W kwietniu 1951 roku podzielono Oficerską Szkołę Lotnicza na OSL nr 5 w Radomiu, szkolącą pilotów samolotów myśliwskich oraz OSL nr 4 w Dęblinie szkolącą pilotów w pozostałych specjalnościach.
4 maja 1950 roku, Minister Obrony Narodowej rozkazem nr 28 zmienił dzień obchodów święta lotnictwa na dzień 23 sierpnia.
12 lutego 1951 roku marszałek Rokossowski zatwierdził „plan zamierzeń organizacyjnych na lata 1951 i 1952”. W wojskach lotniczych planowano sformować dwa korpusy lotnicze, trzy dywizje lotnictwa myśliwskiego OPL, trzy dywizje lotnictwa myśliwskiego, trzy dywizje lotnictwa szturmowego i dywizję lotnictwa bombowego. Zabezpieczenie działań stanowić miały trzy brygady lotniczo-techniczne. Większość nowo formowanych jednostek gotowość bojową osiągnąć miało do 1 grudnia 1951 roku.
Gwałtowny wzrost wydatków na zbrojenia spowodował załamanie się realizacji planu 6-letniego. W październiku 1952 roku Sztab Generalny opracował „Plan redukcji wojska na przełomie 1952/53”.
Skorygowany plan rozwoju lotnictwa zakładał funkcjonowanie dwupułkowych 6, 7, 9, 10, 11 DLM, a tylko 5 DLM miała posiadać trzy pułki. Zaniechano formowania 13 Dywizji Lotnictwa Szturmowego oraz 20, 23, 24, 27, 43, 46 pułków lotnictwa myśliwskiego, 50. 57 pułku lotnictwa szturmowego, a we wrześniu 1953 roku rozformowano dowództwo 4 Korpusu Lotnictwa Szturmowego. W tym czasie na wyposażenie lotnictwa wchodziły sukcesywnie samoloty odrzutowe.
W celu ujednolicenia systemu obrony powietrznej państwa, w październiku 1954 roku połączono dowództwa Wojsk Lotniczych z Dowództwem Obrony Przeciwlotniczej Obszaru Kraju, tworząc Dowództwo Wojsk Lotniczych i Obrony Powietrznej.
W styczniu 1955 roku Dowództwu Wojsk Lotniczych i Obrony Powietrznej podlegało 72 827 żołnierzy.

### Struktura organizacyjna wojsk lotniczych w 1956
Struktura podstawowa
Dowództwo Wojsk Lotniczych i Obrony Przeciwlotniczej Obszaru Kraju
| - 3 Korpus Lotnictwa Mieszanego - 9 Dywizja Lotnictwa Myśliwskiego - 11 Dywizja Lotnictwa Myśliwskiego - 8 Dywizja Lotnictwa Szturmowego - 5 Dywizja Lotnictwa Myśliwskiego OPL - 6 Dywizja Lotnictwa Myśliwskiego OPL - 7 Dywizja Lotnictwa Myśliwskiego OPL - 10 Dywizja Lotnictwa Myśliwskiego OPL - Oficerska Szkoła Lotnicza nr 4 - Oficerska Szkoła Lotnicza nr 5 - Techniczna Oficerska Szkoła Wojsk Lotniczych | - 36 Specjalny Pułk Lotniczy - 21 Samodzielny Pułk Lotnictwa Rozpoznawczego - 37 Pułk Łączności - 10 samodzielna eskadra lotnictwa łącznikowego - 11 samodzielna eskadra lotnictwa łącznikowego - 13 samodzielna eskadra lotnictwa łącznikowego - 19 eskadra holownicza - 27 samodzielna eskadra sanitarna - 1 eskadra kierowania ogniem artylerii - 12 eskadra kierowania ogniem artylerii |

Na uzbrojeniu Wojsk Lotniczych znajdowało się 1046 samolotów bojowych, w tym 779 odrzutowych oraz 663 samoloty szkolne, łącznikowe i transportowe, w tym 96 odrzutowych.

## Okres politycznej odwilży

Flaga lotnictwa wojskowego (1955-1959)

W połowie 1956 roku dowódca WL i OPL OK gen. Turkiel zameldował marszałkowi Rokossowskiemu, że polscy piloci coraz wyraźniej okazują radzieckim dowódcom milczącą dezaprobatę, a jego zastępca, gen. Frey-Biełecki, publicznie wygłasza opinię, że „polską armią nie powinni dowodzić <pełniący obowiązki>, ale prawdziwi Polacy”. Jesienią generał Turkiel został odwołany ze stanowiska, a 30 października funkcję dowódcy Wojsk Lotniczych i OPL OK powierzono gen. bryg. pil. Janowi Freyowi-Bieleckiemu.
Na przełomie 1956 i 1957 roku spolonizowane już Dowództwo Wojsk Lotniczych i OPL OK, wykazując dużo inicjatywy i niezależności przystąpiło do dalszego restrukturyzowania lotnictwa. Do współdziałania z wojskami lądowymi wydzielono Lotnictwo Operacyjne pod dowództwem płk Jana Raczkowskiego. W system Obrony Powietrznej pod dowództwem gen. Cz. Mankiewicza włączono lotnictwo myśliwskie, dywizje i pułki artylerii przeciwlotniczej oraz jednostki radiotechniczne, grupując je w korpusy OPL OK.
Od 1957 roku zmieniono kryteria doboru kandydatów do oficerskich szkół lotniczych. Dla kandydatów na pilotów wprowadzono warunek uprzedniego ukończonego lotniczego przysposobienia wojskowego. W roku 1958 Wyższą Szkołę Pilotów, przekształconą następnie w Centrum Szkolenia Lotniczego.
W końcu lat pięćdziesiątych w skład systemu kształcenia kadr lotniczych wchodziły:
- Oficerska Szkoła Lotnicza im. Jana Krasickiego w Dęblinie
- Oficerska Szkoła Lotnicza im. Żwirki i Wigury w Radomiu[28]
- Techniczna Oficerska Szkoła Wojsk Lotniczych im. gen. Walerego Wróblewskiego w Oleśnicy
- Oficerska Szkoła Radiotechniczna w Jeleniej Górze
- Centrum Szkolenia Lotniczego[h]
- Techniczna Szkoła Wojsk Lotniczych im. Michała Wójtowicza w Zamościu

Kadry lotnicze były przygotowywane były też w trzech wyższych uczelniach II stopnia:
- na Wydziale Lotniczym Akademii Sztabu Generalnego WP im. gen. broni K. Świerczewskie kształcono kadry dowódczo-sztabowe
- w Wojskowej Akademii Technicznej im. gen. Jarosława Dąbrowskiego przygotowywano inżynierów o specjalnościach lotniczych,
- w Wojskowej Akademii Politycznej im. Feliksa Dzierżyńskiego zdobywali kwalifikacje oficerowie przygotowywani do pracy partyjno-politycznej w wojskach lotniczych

Wiosną 1959 roku, w ramach wojsk lotniczych i wojsk OPL OK utworzono dwa oddzielne dowództwa:
lotnictwa operacyjnego oraz wojsk OPL OK. W skład lotnictwa operacyjnego weszła część
lotnictwa myśliwskiego, lotnictwo szturmowe, rozpoznawcze i transportowe. Natomiast wojska OPL OK przejęły pozostałą część lotnictwa myśliwskiego, oraz jednostki radiotechniczne i artylerię przeciwlotniczą.
8 kwietnia 1962 roku na bazie Dowództwa Wojsk Lotniczych i Obrony Przeciwlotniczej Obszaru Kraju utworzono Inspektorat Lotnictwa oraz dwa odrębne ogniwa kierowania: Dowództwo Lotnictwa Operacyjnego w Poznaniu i Dowództwo Wojsk Obrony Powietrznej Kraju w Warszawie. Usankcjonowano istnienie dwóch odrębnych rodzajów sił zbrojnych: lotnictwa operacyjnego i wojsk obrony powietrznej kraju.
Inspektorat Lotnictwa zajmował się pracami koncepcyjnymi, wytyczał kierunki szkolenia i koordynował je. Przygotowywał specjalistów lotniczych oraz dbał o materiałowo-techniczne zaopatrywanie lotnictwa. W jego podporządkowaniu było lotnicze szkolnictwo, służba eksploatacji i napraw sprzętu lotniczego, służba produkcji i dostaw, ITWL, specjalistyczne służby zaopatrzenia lotniczo-technicznego, a także WIML.
Dowództwo Lotnictwa Operacyjnego odpowiedzialne było za osłonę i wsparcie wojsk lądowych. Lotnictwo myśliwskie miało osłaniać wojska przed uderzeniami z powietrza, lotnictwo szturmowe - wspierać je ogniem na polu walki oraz obezwładniać i niszczyć punkty oporu nieprzyjaciela. Dowództwo LO usilnie zabiegało o bezpośrednie podporządkowanie Głównemu Inspektorowi Szkolenia.
Zadania Wojsk Obrony Powietrznej Kraju polegały na niszczeniu środków napadu powietrznego przed ich dolotem do osłanianych obiektów, w celu zapewnienia strategicznego rozwinięcia sił zbrojnych i funkcjonowania państwa. Po przekształceniu jednostek obrony powietrznej w samodzielny rodzaj sił zbrojnych korpusy OPL przekształcono w korpusy OPK. Wojska te podporządkowane były bezpośrednio Ministrowi Obrony Narodowej.
W 1963 roku zorganizowano lotnictwo wojsk lądowych, którego zakres zastosowania bojowego ograniczał się w tym czasie głównie do zadań rozpoznawczych i łącznikowych.

### Struktura organizacyjna lotnictwa w 1963

Flaga lotnictwa wojskowego od 1959

Flaga lotnictwa morskiego WOP

| Dowódcy Lotnictwa Operacyjnego podlegały: - 9 Dywizja Lotnictwa Myśliwskiego - 11 Dywizja Lotnictwa Myśliwskiego - 16 Dywizja Lotnictwa Myśliwskiego-Szturmowego - 15 Dywizja Lotnictwa Bombowego Inspektorowi Lotnictwa podlegały: - Oficerska Szkoła Lotnicza nr 4 w Dęblinie - 58 pułk szkolno-bojowy - 59 pułk szkolno-bojowy - 52 pułk szkolny - Oficerska Szkoła Lotnicza nr 5 w Radomiu - 60 pułk szkolno-bojowy - 61 pułk szkolno-bojowy - 64 pułk szkolno-bojowy - 31 pułk szkolno-bojowy | Dowódcy Wojsk OPK podlegały: - 1 Korpus Obrony Powietrznej - 1 pułk lotnictwa myśliwskiego - 2 pułk lotnictwa myśliwskiego - 13 pułk lotnictwa myśliwskiego - 2 Korpus Obrony Powietrznej - 11 pułk lotnictwa myśliwskiego - 25 pułk lotnictwa myśliwskiego - 26 pułk lotnictwa myśliwskiego - 28 pułk lotnictwa myśliwskiego - 34 pułk lotnictwa myśliwskiego - 3 Korpus Obrony Powietrznej - 3 pułk lotnictwa myśliwskiego - 39 pułk lotnictwa myśliwskiego - 45 pułk lotnictwa myśliwskiego - 62 pułk lotnictwa myśliwskiego |

## Okres organizacyjnej i szkoleniowej stabilizacji
W 1967 roku wiele jednostek przyjęło bojowe tradycje oddziałów ludowego i zmieniło swoje dotychczasowe nazwy:
- 9 Dywizja Lotnictwa Myśliwskiego stała się 4 Dywizją Lotnictwa Myśliwskiego
- 11 Dywizja Lotnictwa Myśliwskiego - 3 Dywizją Lotnictwa Myśliwskiego
- 16 Dywizja Lotnictwa Myśliwsko Szturmowego - 2 Dywizją Lotnictwa Myśliwsko Szturmowego
- 4 pułk lotnictwa myśliwskiego - 2 pułkiem lotnictwa myśliwskiego
- 2 pułk lotnictwa myśliwskiego - 10 pułkiem lotnictwa myśliwskiego
- 11 pułk lotnictwa myśliwskiego - 9 pułkiem lotnictwa myśliwskiego
- 5 pułk lotnictwa myśliwsko bombowego - 9 pułkiem lotnictwa myśliwsko bombowego
- 53 pułk lotnictwa myśliwsko szturmowego - 8 pułkiem lotnictwa myśliwsko szturmowego
- 55 pułk lotnictwa transportowego - 13 pułkiem lotnictwa transportowego

W 1968 roku lotnictwo operacyjne i jednostki Inspektoratu Lotnictwa zostały połączone organizacyjnie. Na ich czele stanęło Dowództwo Wojsk Lotniczych. Z kompetencji DWLotn. wyłączono problemy techniczne, powierzając je nowo utworzonemu Szefostwu Techniki Lotniczej. W wyniku zmian organizacyjnych, pod koniec lat sześćdziesiątych ukształtowały się ostateczny model lotnictwa wojskowego, który przetrwał do czasu transformacji ustrojowej:Wojska Lotnicze oraz Wojska Obrony Powietrznej Kraju.
W skład wojsk lotniczych weszło lotnictwo bojowe, przeznaczone do bezpośrednich działań na froncie zewnętrznym, oraz lotnictwo pomocnicze i jednostki ubezpieczenia działań, a także szkoły lotnicze
Także w 1968 roku Oficerską Szkołę Lotniczą w Dęblinie przekształcono w Wyższą Oficerską Szkołę Lotniczą.
Na początku lat 70. zorganizowano 2. i 3. Dywizję Lotnictwa Szturmowo-Rozpoznawczego, każda w składzie dwóch pułków lotnictwa szturmowego i jednego pułk lotnictwa rozpoznania taktycznego i artyleryjskiego. W wyniku reorganizacji w skład 4 DLM weszły 2. 9. i 41 plm, a 3 plm-b stał się jednostka samodzielną. W wojskach OPK rozwiązano 13 plm

### Struktura organizacyjna w 1969 roku
| Dowództwu Wojsk Lotniczych podlegały: - 3 Dywizja Lotnictwa Myśliwskiego (2 plm i 10 plm) - 4 Dywizja Lotnictwa Myśliwskiego (9 plm i 41 plm) - 2 Dywizja Lotnictwa Myśliwsko-Szturmowego (3 plmsz, 6 plm-sz, 8 plm-sz i 45 plm-sz) - 7 Brygada Lotnictwa Rozpoznawczo-Bombowego - 13 pułk lotnictwa transportowego - 21 pułk lotnictwa rozpoznania taktycznego - 32 pułk rozpoznania artyleryjskiego - 36 specjalny pułk lotniczy | Dowództwu Wojsk OPK podlegały: - 1 Korpus OPK - 1 pułk lotnictwa myśliwskiego - 10 pułk lotnictwa myśliwskiego - 13 pułk lotnictwa myśliwskiego - 2 Korpus OPK - 26 pułk lotnictwa myśliwskiego - 28 pułk lotnictwa myśliwskiego - 34 pułk lotnictwa myśliwskiego - 3 Korpus OPK - 11 pułk lotnictwa myśliwskiego - 39 pułk lotnictwa myśliwskiego - 62 pułk lotnictwa myśliwskiego |

## Okres doskonalenia wyposażenia i bojowego przygotowania
Na początku lat 80. dywizje lotnictwa szturmowo-rozpoznawczego przeformowano w dywizje lotnictwa myśliwsko bombowego. 2 DLMB występowała w składzie 6, 21.1 45 pułk lotnictwa myśliwsko-bombowego, natomiast 3 DLMB - 3, 8, i 40 plmb. 7 Brygada Lotnictwa Rozpoznania Operacyjnego stała się 7 pułkiem lotnictwa bombowo-rozpoznawczego, a 32 pułk lotnictwa rozpoznania artyleryjskiego – 32 pułkiem lotnictwa rozpoznania taktycznego.
W 1986 roku rozwiązano 21 pułk lotnictwa myśliwsko-bombowego, a w jego miejsce do 2 DLMB wprowadzono 7 pułk lotnictwa bombowo-rozpoznawczego. 3 i 45 pułk lotnictwa myśliwsko-bombowego stały się jednostkami szkolnymi. Rozwiązano także 9 i 49 pułk lotnictwa myśliwskiego. Miejsce 9 plm zajął w 4 DLM 26 pułk lotnictwa myśliwskiego. Jednocześnie nadano mu numer 9.

### Lotnictwo wojskowe 1 stycznia 1990 roku
Dowódcy Wojsk Obrony Powietrznej Kraju podporządkowane były:
- 1 Pułk Lotnictwa Myśliwskiego OPK „Warszawa” w Mińsku Mazowieckim
- 10 Pułk Lotnictwa Myśliwskiego OPK im. Ludowych Partyzantów Ziemi Krakowskiej w Łasku
- 11 Brandenburski Pułk Lotnictwa Myśliwskiego OPK we Wrocławiu
- 28 pułk lotnictwa myśliwskiego OPK w Słupsku
- 34 pułk lotnictwa myśliwskiego OPK w Gdyni
- 62 Pułk Lotnictwa Myśliwskiego OPK im. Powstańców Wielkopolskich w Poznaniu

Dowódcy Wojsk Lotniczych podporządkowane były:
- 2 Brandenburska Dywizja Lotnictwa Myśliwsko-Bombowego w Pile
- 3 Brandenburska Dywizja Lotnictwa Myśliwsko-Bombowego w Świdwinie
- 4 Pomorska Dywizja Lotnictwa Myśliwskiego im. gen. bryg. pil. Józefa Smagi w Malborku
- 61 lotniczy pułk szkolno-bojowy w Białej Podlaskiej
- 58 lotniczy pułk szkolny w Dęblinie
- 60 lotniczy pułk szkolny w Radomiu
- 13 pułk lotnictwa transportowego w Krakowie
- 32 pułk lotnictwa rozpoznania taktycznego w Sochaczewie
- 49 pułk śmigłowców bojowych w Pruszczu Gdańskim
- 56 pułk śmigłowców bojowych w Inowrocławiu
- 37 pułk śmigłowców transportowych w Łęczycy
- 47 szkolny pułk śmigłowców w Nowym Mieście
- 36 specjalny pułk lotnictwa transportowego w Warszawie

## Umundurowanie lotnictwa

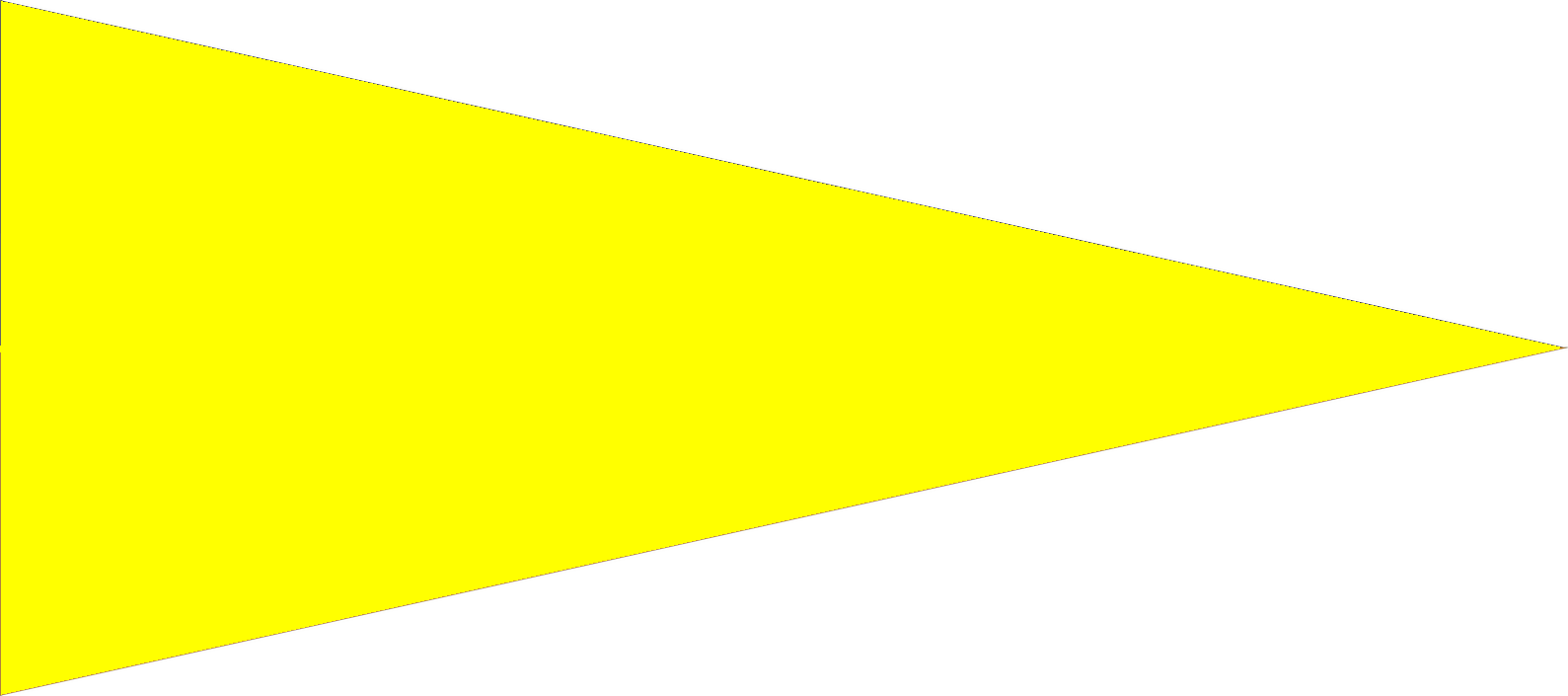
Proporczyk lotnictwa
do 1944 roku

Mundury lotników polskich były początkowo identyczne do tych, jakie noszono w 1 Armii Polskiej w ZSRR, tj. jednorzędowe, zapinane pod brodą, koloru khaki, czapka konfederatka. Dopiero w połowie 1944 roku, najpierw w 1 pułku lotnictwa myśliwskiego, zaczęto wprowadzać mundury lotnicze barwy stalowoniebieskiej. Nawiązywano do munduru wprowadzonego w Polsce w 1936 roku. Nakryciem głowy była czapka okrągła z innym wzorem orła. Mosiężne orły zazwyczaj były niklowane. Zdarzały się też orły przedwojenne, z husarskimi skrzydłami.
Na rękawach kurtek oficerskich naszywano galony z białej taśmy, odpowiadające dystynkcjom radzieckim. Do kurtki noszone były koszule z krawatem. Podoficerowie i szeregowcy mieli z reguły umundurowanie khaki, wzoru ogólnowojskowego. Ubiór roboczy na lotnisku składał się zwykle z granatowego, szarego lub zielonego kombinezonu roboczego, nakładanego na mundur i z szarej furażerki z orłem. Ubiór do lotów, wzoru radzieckiego, to hełm lotniczy, kombinezon khaki i buty skórzano-filcowe lub skórzane na futrze.

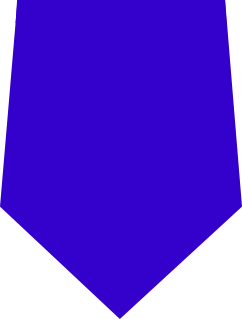
Patka lotnictwa (1952-1960)

Umundurowanie żołnierzy lotnictwa w pierwszych latach powojennych nie odbiegało zasadniczo od umundurowania z końcowego okresu wojny. Obowiązywały przepisy ubiorcze sprzed 1939 roku.
Nowe przepisy ubiorcze opracowano w 1949 roku, a obowiązywały od 1 stycznia 1951 roku. W wojskach lotniczych pozostawiono umundurowanie koloru stalowego, wprowadzono natomiast czapkę garnizonową okrągłą  kroju marynarskiego z otokiem czarnym. Kurtki oficerskie z kołnierzem wykładanym bez naramienników - dystynkcje na rękawie oraz koszule barwy stalowej z czarnym krawatem. Guziki, oznaki i godło barwy złotej. Znacznie zmienił się wygląd płaszczy oficerskich, które miały kołnierze wykładane oraz czarne naramienniki nakładane z dystynkcjami typu marynarskiego. Płaszcze służby zasadniczej byty jednorzędowe również z czarnymi naramiennikami. Dla lotników wprowadzono trzy rodzaje ubiorów: ubiór do lotu, ćwiczebny i wyjściowy.
Już w 1950 roku wprowadzono szereg zmian w przepisach ubiorczych. W maju wprowadzono zmianę lampasów na spodniach generalskich z koloru granatowego na kolor jasnokarminowy dla wszystkich rodzajów wojsk, a w grudniu ujednolicono umundurowanie wszystkich rodzajów broni i służb. Wojska lotnicze otrzymywały umundurowanie khaki typu ogólnowojskowego.

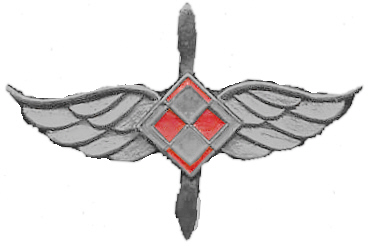
Korpusówka wojsk lotmiczych

W 1952 roku dla żołnierzy wojsk lotniczych wprowadzono otoki i wypustki koloru chabrowego. W tym kolorze były również generalskie lampasy na spodniach oraz lampasy i naramienniki na ubiorze wyjściowym uczniów szkół wojskowych.
W 1961 roku nastąpiła nowelizacja przepisów ubiorczych. Wprowadzono zunifikowany ubiór polowy barwy ochronnej. Zmieniono czapki garnizonowe z zachowaniem jedynie odrębnych barw otoków dla rodzajów wojsk. W lotnictwie obowiązywał czarny. Wprowadzono trzy różne rodzaje godła na czapki, furażerki i berety dla wojsk lądowych, lotniczych i marynarki wojennej. Guziki wykonane były z tworzywa sztucznego z wizerunkiem orła w kolorze odpowiadającym kolorowi tkaniny z jakiej wykonany był ubiór.

## Samoloty i śmigłowce
Samoloty

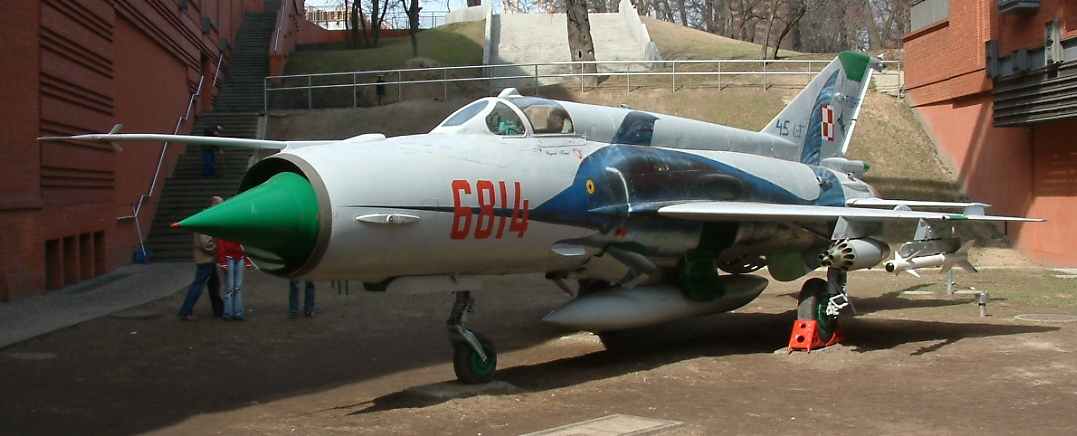
MiG-21

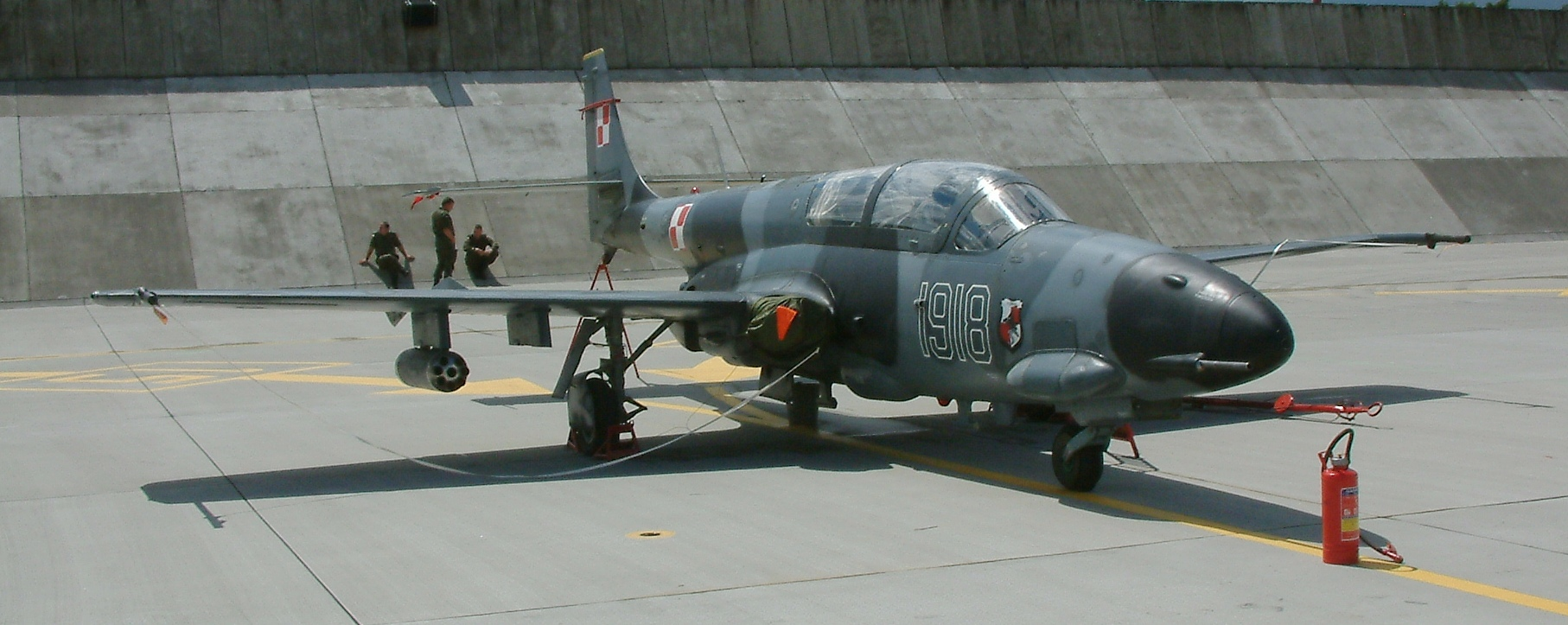
TS-11 Iskra

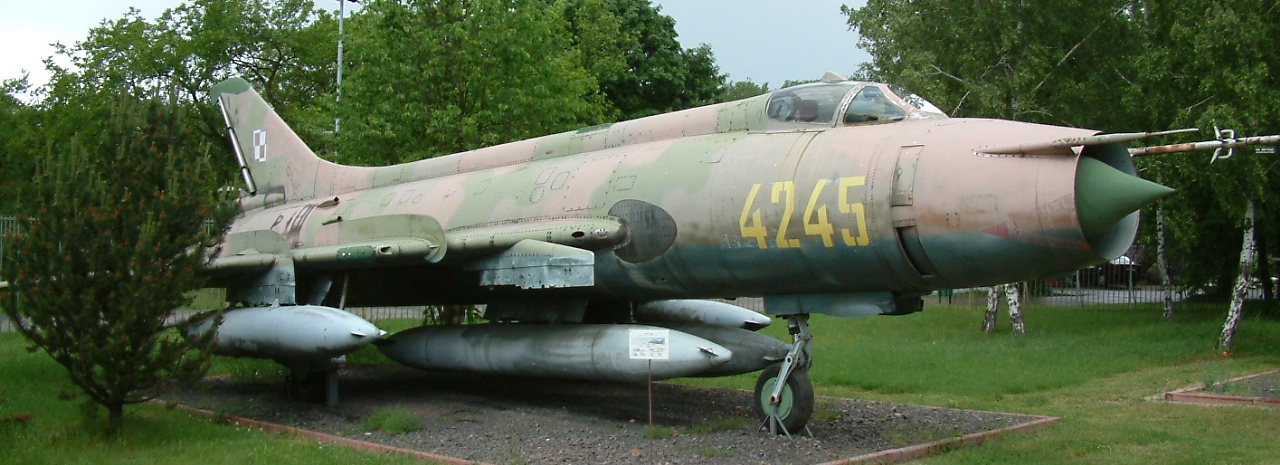
Su-20

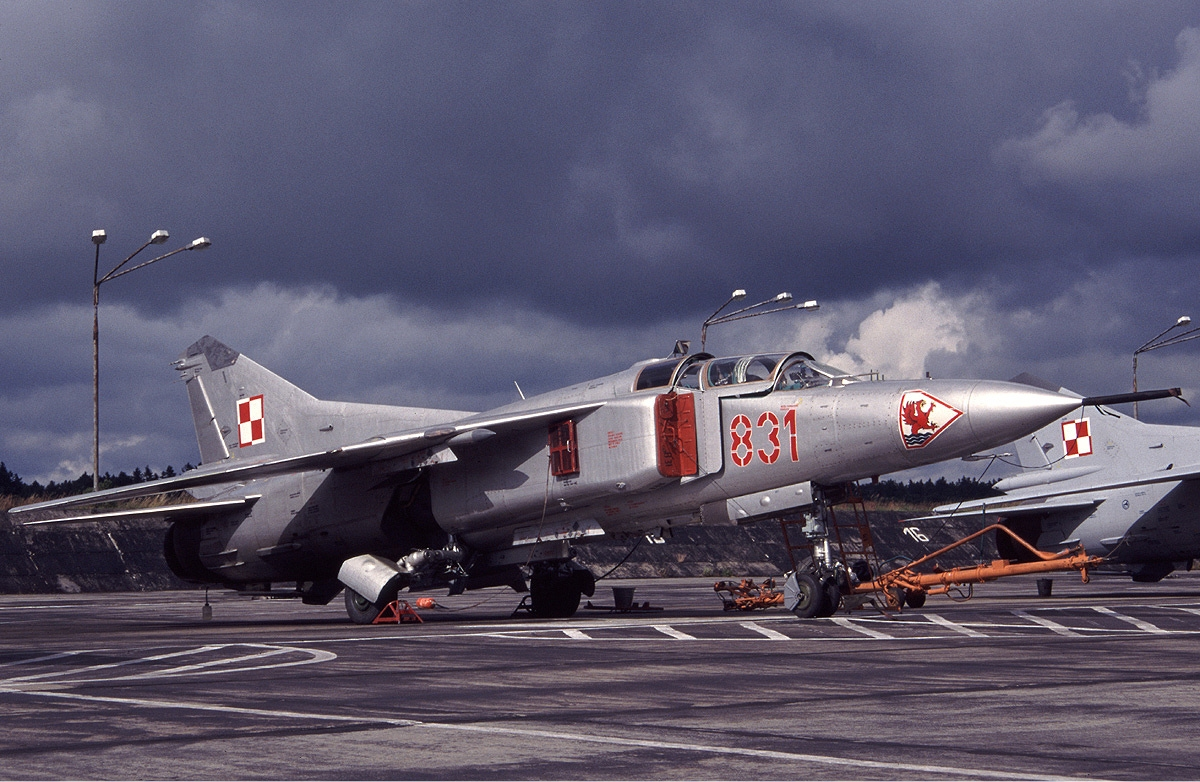
MiG-23

W okresie II wojny światowej lotnictwo ludowego Wojska Polskiego wyposażone było w samoloty produkcji radzieckiej. Dominowały samoloty myśliwskie typu Jakowlew, szturmowe Ił-2, bombowce nurkujące Petlakow Pe-2 i lekkie bombowce nocne Polikarpow Po-2. Oprócz samolotów bojowych używano samoloty łącznikowe, sanitarne i transportowe, typu Po-2 i Li-2, a do celów szkoleniowych UT-2, Jak-7 i Szcze-2.
Samoloty malowane były w sposób przyjęty w lotnictwie ZSRR. Zasadnicze kolory to kolor oliwkowozielony - od góry i szaroniebieski od dołu. Stosowano malowanie deformujące w plamy brązowe, rzadziej czarne i szare. Samoloty oznakowane były czerwonymi gwiazdami na kadłubie, sterach pionowych i dolnych powierzchniach skrzydeł. Biało-czerwone szachownice malowano na kadłubie przy kabinie pilota lub na osłonach silnika. Numery taktyczne, białe i żółte umieszczano na kadłubie, rzadziej na sterach kierunku. W pułkach stosowano dodatkowe oznaczenia eskadr malując na odpowiedni kolor kołpaki śmigła i szczyty stateczników pionowych.
W lipcu 1950 roku do Polski sprowadzono pierwsze samoloty odrzutowe Jak-17. W styczniu 1951 roku 1 pułk lotnictwa myśliwskiego otrzymał Jak-23, a w czerwcu MiG-15. Przezbrajano kolejne jednostki lotnictwa myśliwskiego. W samoloty MiG-15, a następnie MiG-15 bis przezbrajane były pułki 5 DLM OPL, a pułki 7 DLM OPL w samoloty Jak-23. Do połowy 1952 roku dywizje te przezbrojono całkowicie w samoloty odrzutowe. W pozostałych dywizjach nadal eksploatowano sprzęt o napędzie tłokowym, w lotnictwie szturmowym Ił-10, bombowym Pe-2 i Tu-2, a w myśliwskim Jak-9P.
We wrześniu 1952 roku do służby wprowadzono pierwsze licencyjne Lim-1. W końcu 1952 roku zaczęto wprowadzać odrzutowe samoloty bombowe Ił-28. Od początku 1953 roku wycofywane z pułków myśliwskich OPL Jaki-23 wprowadzono do 6 i 11 DLM. W połowie roku dozbrojono 11 DLM w ponad 50 MiG-15 zakupionych w Czechosłowacji. Tym samym zakończono wyposażanie lotnictwa myśliwskiego w sprzęt odrzutowy.
W końcu 1954 roku do 5 DLM OPL wprowadzono wyprodukowane w Polsce samoloty Lim-2, a od następnego roku wprowadzano je w miejsce Jaki-23 i MiG-15 do pozostałych dywizji lotnictwa myśliwskiego. W połowie 1955 roku 5 DLM OPL dostała 12 samolotów MiG-17 PF, pierwszych w lotnictwie polskim posiadających pokładową stację radiolokacyjną.
W latach pięćdziesiątych i sześćdziesiątych wojska lotnicze otrzymały od polskiego przemysłu lotniczego kilkaset „Junaków”, „Biesów” i „Limów”, dużą liczbę „Iskier”, An-2, Jak-12 oraz śmigłowce SM-1, SM-2 i Mi-2. Krajowy przemysł niemal całkowicie zaspokoił potrzeby szkolnictwa wojskowego w dziedzinie samolotów szkolnych i szkolno-treningowych.
Lotnictwo myśliwskie otrzymało pod koniec lat 50. pierwsze samoloty ponaddźwiękowe – MiG-19. Pomiędzy grudniem 1957 a lipcem 1959 roku wprowadzono do służby łącznie 36 tych maszyn. Samoloty były używane w czterech jednostkach – 28 plm (1958-1975), 62 plm (1958-1962), 39 plm (1958-1967) oraz w Wyższej Szkole Pilotów w Modlinie (od 1960: Centrum Szkolenia Lotniczego). Dość szybko wyszły jednak one z użycia z uwagi na małą liczbę użytkowanych maszyn oraz skomplikowaną konstrukcję. Zostały one zastąpione przez samoloty nowej generacji – MiG-21. W latach 1961–1980 zakupiono 583 sztuki tych myśliwców w 10 wersjach. Przez ponad 40 lat były to podstawowe samoloty myśliwskie w Polsce, żaden inny typ samolotu nie był tak licznie reprezentowany w Polskich Siłach Powietrznych.
W latach 70. sukcesywnie wycofywano myśliwce Lim-2, Lim-5, Lim-5E, MiG-19P, MiG-19PM, MiG-21F13. Służbę zakończyły także samoloty bombowe Ił-28 i rozpoznania operacyjnego Ił-28R. Ich miejsce zajęły samoloty myśliwsko-bombowe Su-20 wyposażone w skrzydła o zmiennej geometrii i dostosowane do przenoszenia zasobnika rozpoznawczego KKR-1. Na przełomie lat 70. i 80. pułki lotnictwa myśliwskiego OPK przezbrojono w myśliwce MiG-21 bis i MiG-23 MF.
W latach 80. wprowadzono do eksploatacji samoloty myśliwsko bombowe Su-22M4 wyposażone w kompleks celowniczo-nawigacyjny i uzbrojenie w kierowane pociski rakietowe powietrze-ziemia.
Niemal jednocześnie do uzbrojenia miały być wprowadzone samoloty myśliwsko-szturmowe I-22 Iryda, a proces ten miała zwieńczyć dostawa samolotów myśliwskich MiG-29. W tym czasie trwała jednak pierestrojka i następowały zmiany w stosunkach międzynarodowych. Ograniczono zatem zakupy nowoczesnego sprzętu.
Śmigłowce

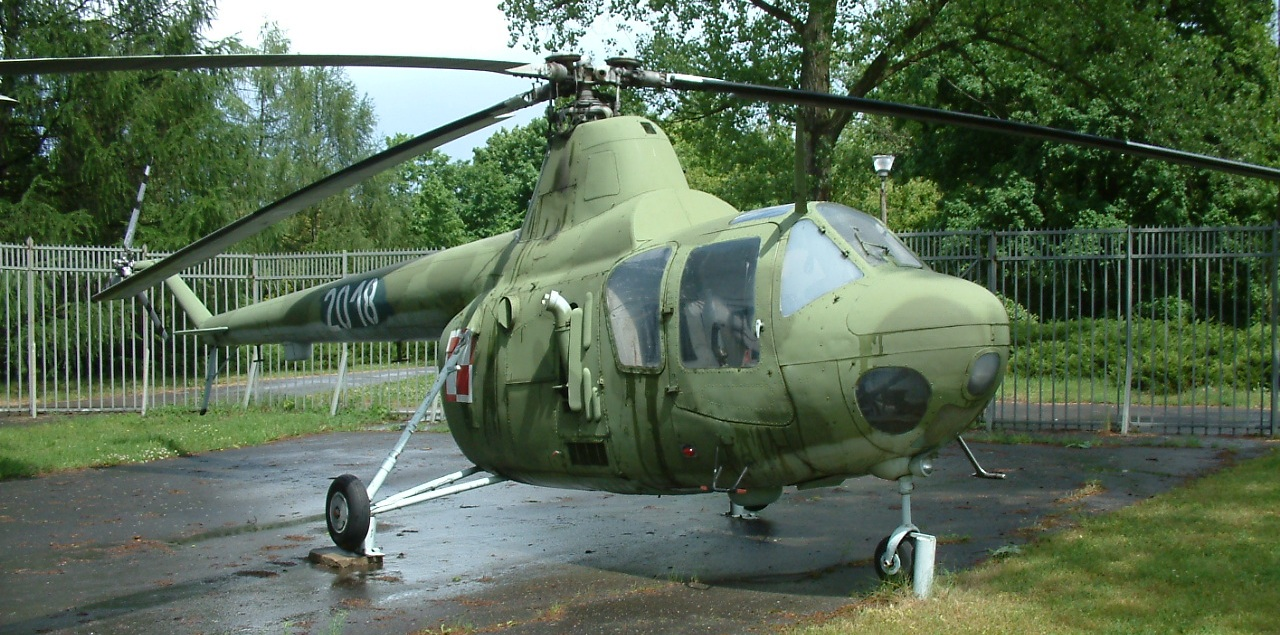
SM-1

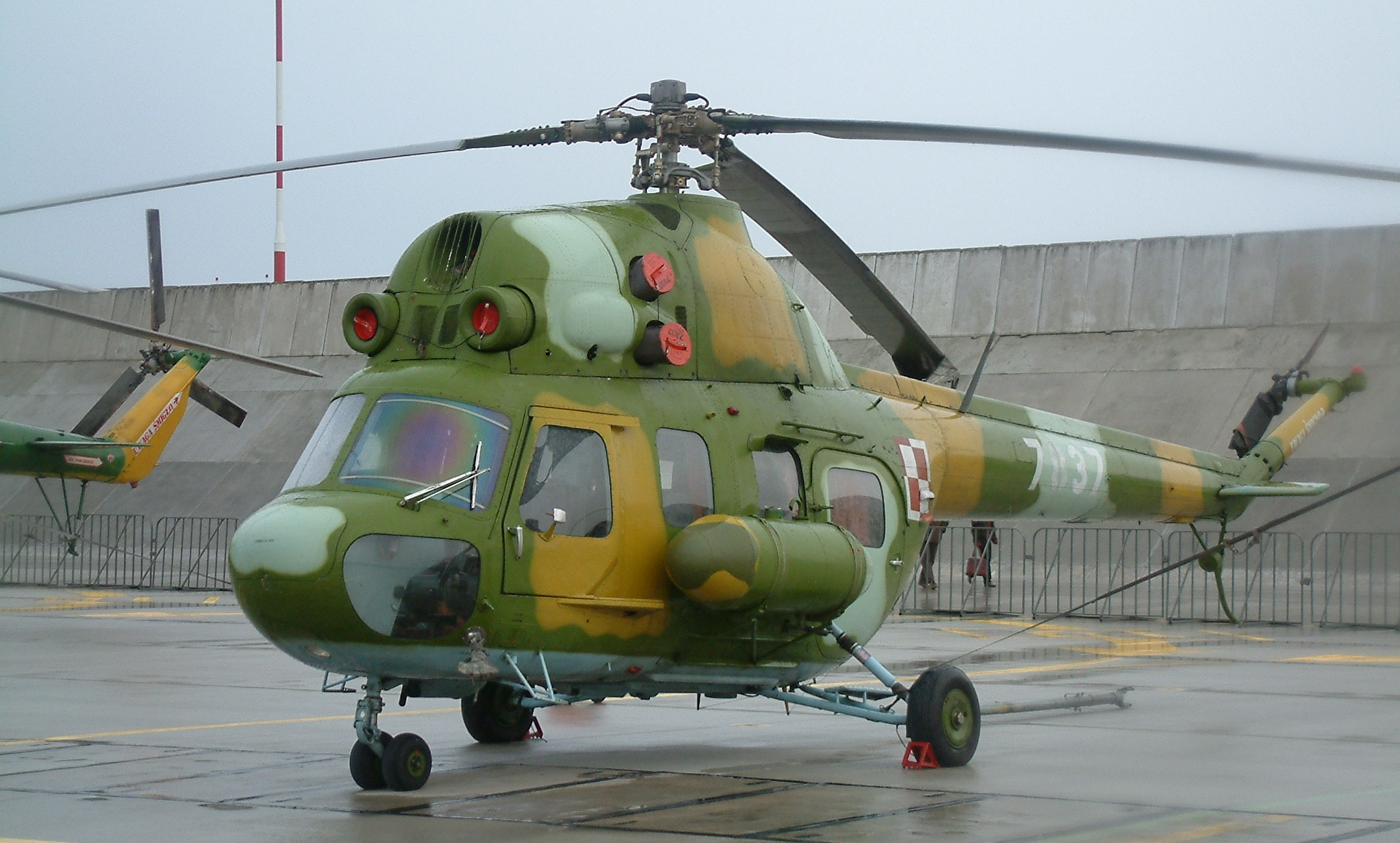
Mi-2

W 1956 roku wprowadzono do lotnictwa wojskowego pierwsze cztery SM-1 zmontowane z radzieckich podzespołów w zakładach WSK Świdnik. W roku 1957 rozpoczęto szkolenie pilotów w 23 Lotniczej Eskadrze Szkolnej w Dęblinie. Śmigłowce trafiły także do 36 Specjalnego Pułku Lotniczego i służyły do przewozu wyższych dowódców. W 1958 roku wprowadzono transportowe Mi-4 A. Na przełomie lat 50. i 60. śmigłowce otrzymało lotnictwo Marynarki Wojennej, Wojska Ochrony Pogranicza i Jednostki Wojskowe Ministerstwa Spraw Wewnętrznych.
W 1963 roku sformowano 47 pułk śmigłowców łącznikowo-sanitarnych w Modlinie i 56 pułk śmigłowców w Inowrocławiu. W drugiej połowie lat 60. w Świdniku rozpoczęto licencyjną produkcję Mi-2, a w ZSRR zakupiono śmigłowce transportowe Mi-8P. W 1967 roku sformowano 49 pułk śmigłowców w Pruszczu Gdańskim, a w 1971 roku 37 pułk śmigłowców transportowych w Łęczycy. W latach 70. wprowadzono śmigłowce Mi-2 w wersjach specjalistycznych. W 1973 roku w ramach Wojsk Lotniczych utworzono Lotnictwo Wojsk Lądowych.
W latach 1978- 1984 zakupione śmigłowce szturmowe Mi-24D, a nieco później Mi-24W i transportowe Mi-17. Pułki 49. i 56. przeorganizowano w pułku śmigłowców bojowych.
Marynarka Wojenna od 1965 roku dysponowała Mi-4 ME. W 1981 roku zastąpiły je śmigłowce Mi-14 PŁ i Mi-14 PS.